# Johann Glandorp
Johann Glandorp (* 1. August 1501 in Münster; † 22. Februar 1564 in Herford), latinisiert Ioannes Glandorpius, war ein deutscher Humanist, Pädagoge, Dichter, evangelischer Theologe und Reformator.

## Leben
Glandorp wurde als Sohn eines Schneiders in Münster geboren und erhielt seine Ausbildung an der Domschule seiner Vaterstadt. Mit 17 Jahren ging er nach Rostock, kehrte 1522 wieder zurück nach Münster und wurde Lehrer an der Domschule. 1529 ging er nach Wittenberg und wurde dort ein Schüler Philipp Melanchthons. Die Freundschaft mit dem wenig älteren „Praeceptor“ ließ ihn diesen öfter besuchen.
Als sich Münster der Reformation zuwandte, sollte Glandorp 1532 eine große Lateinschule dort übernehmen, die im Minoritenkloster eingerichtet wurde. Diese hatte keinen langen Bestand. Da er sich gegen Bernhard Rothmann und die Bestreiter der Kindertaufe wandte, musste er im Februar 1534 die Stadt verlassen. Der Rat von Soest bot ihm eine Predigerstelle an, doch diese übernahm Glandorp nicht. Er bat den Landgrafen Philipp I., ihn in Hessen aufzunehmen, und dieser übertrug ihm 1534 die Professur für Geschichte, die Hermann von dem Busche vor ihm in Marburg innegehabt hatte.
Da ihm mehr an erzieherischen Aufgaben lag und er um die Bedeutung der Schule für die Kirche wusste, verließ er 1536 Marburg, um in den folgenden Jahrzehnten die Leitung der Lateinschulen in Braunschweig 1536, in Hameln für kurze Zeit 1551, in Hannover 1551–1555, Goslar und 1560 in Herford zu übernehmen.
Glandorps humanistischen Fähigkeiten wurden so hoch geschätzt, dass ihn Ludwig Geiger den „Klassiker des Humanismus“ nennen konnte. Ein von Glandorp verfasstes Distichon ziert die Titelseite des weltbekannten Repetitorium der lateinischen Syntax und Stilistik (1871, 17. Aufl. 1979) von Hermann Menge.

## Werke
- Monosticha in Germanorum paroemias, 1514.
- Disticha ad bonos mores paraenetica [1553], ed. W.H.D. Suringar. Leiden 1876.
- Elenchus sive epistola de suscepta gubernatione scholae Hervoriensis, 1560.
- Onomasticon historiae Romanae, Frankfurt 1589. (Digitalisat von Google Bücher; weitere Digitalisate derselben Ausgabe)